# Challenger de Maia 2024
El torneo Maia Challenger 2024 fue un torneo de tenis perteneció al ATP Challenger Tour 2024 en la categoría Challenger 100. Se trató de la 6.ª edición, el torneo tuvo lugar en la ciudad de Maia (Portugal), desde el 25 de noviembre hasta el 1 de diciembre de 2024 sobre pista de tierra batida bajo techo.

## Jugadores participantes del cuadro de individuales
| Preclasificado | País                            | Jugador              | Rank1 | Posición en el torneo |
| 1              | Bandera de Italia               | Fabio Fognini        | 84    | Baja                  |
| 2              | Bandera de Argentina            | Federico Coria       | 99    | Semifinales           |
| 3              | Bandera de Bosnia y Herzegovina | Damir Džumhur        | 129   | CAMPEÓN               |
| 4              | Bandera de Italia               | Francesco Passaro    | 114   | FINAL                 |
| 5              | Bandera de España               | Albert Ramos         | 151   | Cuartos de final      |
| 6              | Bandera de Dinamarca            | Elmer Møller         | 153   | Primera ronda         |
| 7              | Bandera de España               | Alejandro Moro Cañas | 168   | Segunda ronda         |
| 8              | Bandera de Portugal             | Henrique Rocha       | 168   | Cuartos de final      |

- 1 Se ha tomado en cuenta el ranking del 18 de noviembre de 2024.

### Otros participantes
Los siguientes jugadores recibieron una invitación (wild card), por lo tanto ingresan directamente al cuadro principal (WC):
- Pedro Araújo
- Frederico Ferreira Silva
- Francisco Rocha

Los siguientes jugadores ingresan al cuadro principal tras disputar el cuadro clasificatorio (Q):
- Nicolás Álvarez Varona
- Àlex Martí Pujolràs
- Andrej Martin
- Ryan Nijboer
- Oleksandr Ovcharenko
- Nikolás Sánchez Izquierdo

## Campeones

### Individual Masculino
- Damir Džumhur' derrotó en la final a  Francesco Passaro por 6–3, 6–4

### Dobles Masculino
- Théo Arribagé /  Francisco Cabral derrotaron en la final a  Kimmer Coppejans /  Sergio Martos Gornés por 6–1, 3–6, [10–5]